# Фудзімі (Наґано)

35°54′53″ пн. ш. 138°14′27″ сх. д. / 35.91472° пн. ш. 138.24083° сх. д.
Фудзі́мі (яп. 富士見町, ふじみまち, МФА: [ɸud͡ʑimʲi mat͡ɕi̥]) — містечко в Японії, в повіті Сува префектури Наґано. Станом на 1 квітня 2009 площа містечка становила 144,66 км². Станом на 1 липня 2011 населення містечка становило 15 303 осіб.